# Santa Maria (Serpa)
Santa Maria ist ein Ort und eine ehemalige Gemeinde (Freguesia) in Portugal und gehört zum Landkreis (Concelho) von Serpa. Die Gemeinde hatte eine Fläche von 155 km² und 1870 Einwohner (Stand 30. Juni 2011).
Die Fläche Santa Marias beinhaltete das Stadtgebiet Serpas.
Folgende Ortschaften gehörten zum Gemeindegebiet:
- Cabeceiras de Vale Queimado
- Neta
- Serpa

Mit der Gebietsreform vom 29. September 2013 wurden die Gemeinden Serpa (Santa Maria) und Serpa (Salvador) zur neuen Gemeinde União das Freguesias de Serpa (Salvador e Santa Maria) zusammengeschlossen.